# Wonder Wonderful
『Wonder Wonderful』（ワンダー・ワンダフル）は、伊藤真澄のアルバム。2012年12月26日にLantisより発売された。

## 内容
前作「夢降る森へ」から約9年ぶりとなるオリジナル・アルバム。タイトル通り、「Wonder」をキーワードにして制作したが、「Wonderな世界を描いた新曲に、過去に歌った曲、他のアーティストに提供した曲から大好きな曲を選びました」とコメントしている。

## 批評
CDジャーナルは「Wonderをテーマとしているだけあって、マジカルでドリーミーなナンバーが並ぶ。透き通る歌声が夢見心地をさらに演出。トータルな世界観が美しい力作」と評した。

## 収録曲

### CD
（全作曲・編曲：伊藤真澄）
1. はじまりのとびら [3:15]
作詞：hiraku・伊藤真澄
2. ユメのなかノわたしのユメ（TVアニメ『人類は衰退しました』ED）[5:31]
作詞：畑亜貴
3. Wonder Wonderful [5:22]
作詞：畑亜貴
4. 宙時計 [4:24]
作詞：hiraku・伊藤真澄、共編曲：オオニシユウスケ
5. 無限の旋律 [5:21]
作詞：micco・伊藤真澄
6. 空耳ケーキ（Wonderful ver.）（TVアニメ『あずまんが大王』OP、原曲：Oranges&Lemons）[1] [5:54]
作詞：畑亜貴
7. 優しさに包まれるように（TVアニメ『夏色キセキ』イメージソング・セルフカバー、原曲：スフィア）[4] [4:53]
作詞：rino
8. ねむねむ天使（TVアニメ『天使のしっぽ Chu!』ED）[4:23]
作詞：畑亜貴
9. すてきがそっと訪れる（『がんばれ!消えるな!!色素薄子さん』イメージソング）[5:43]
作詞：畑亜貴
10. Silent Milk [5:37]
作詞：伊藤真澄
11. Kiso Birdeto [5:38]
作詞：畑亜貴
12. 優しい忘却（映画『涼宮ハルヒの消失』テーマソング・セルフカバー、原曲：茅原実里）[4] [6:23]
作詞：畑亜貴
13. 世界のしずく [5:00]
作詞：畑亜貴

### DVD
1. Wonder Wonderful
2. 空耳ケーキ（Wonderful ver.）
3. 優しい忘却